# Армонвил
Армонвил (фр. Harmonville) насеље је и општина у североисточној Француској у региону Лорена, у департману Вогези која припада префектури Нефшато.
По подацима из 2011. године у општини је живело 225 становника, а густина насељености је износила 14,87 становника/km². Општина се простире на површини од 15,13 km². Налази се на средњој надморској висини од 313 метара (максималној 398 m, а минималној 295 m).

## Демографија
| 1962. | 1968. | 1975. | 1982. | 1990. | 1999. | 2011. |
| ----- | ----- | ----- | ----- | ----- | ----- | ----- |
| 182   | 157   | 155   | 137   | 156   | 185   | 225   |

График промене броја становника у току последњих година